# Villa di Monaciano
A Villa di Monaciano é um palácio italiano que se encontra na comuna de Castelnuovo Berardenga, Província de Siena.

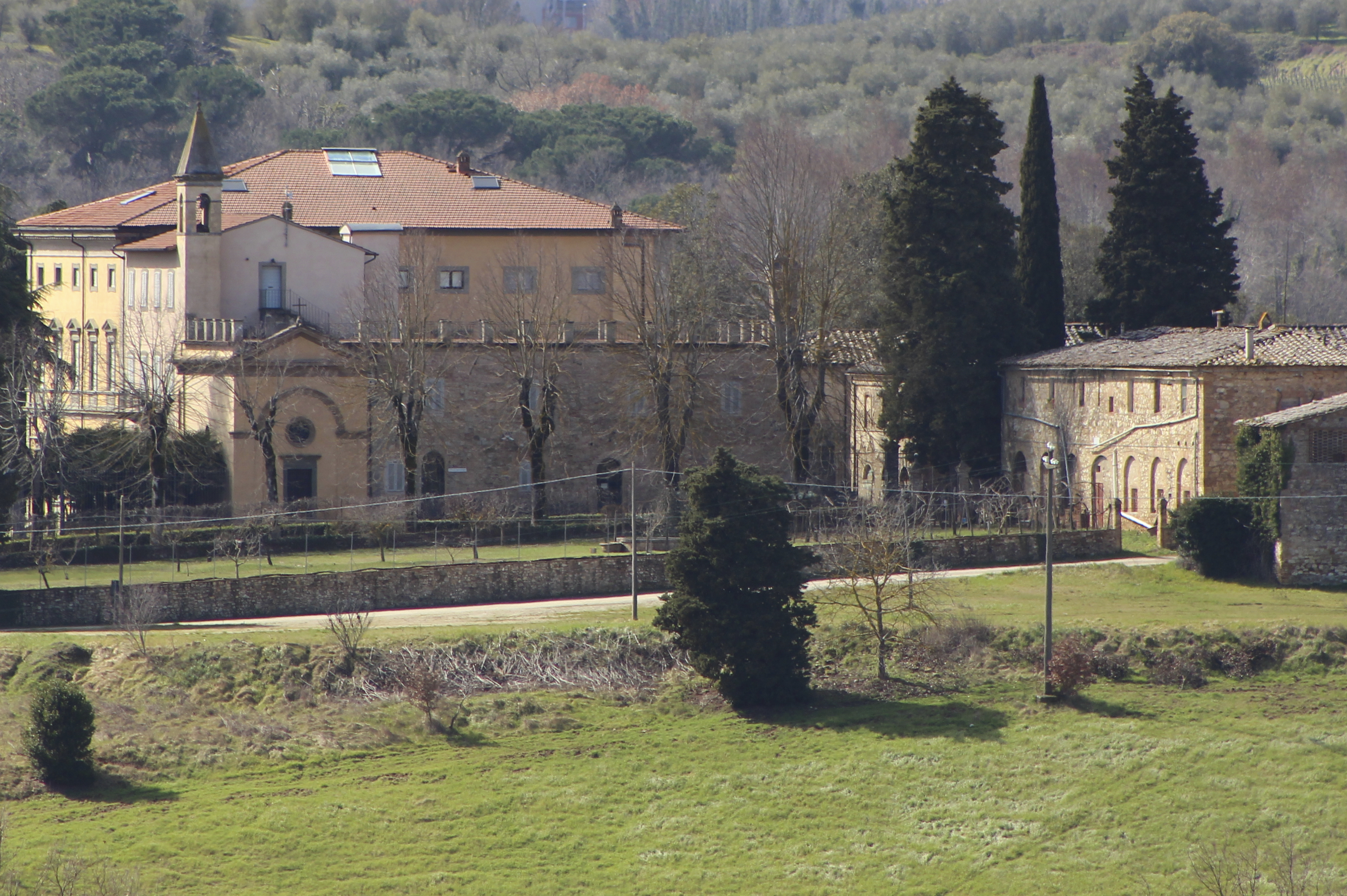
Villa di Monaciano

## História e arquitectura
A villa está documentada desde o século XVIII, mas a localização actual é o resultado dum projecto unitário de transformação do edifício ocorrida entre 1870 e cerca de 1885, quando a propriedade, depois duma posse secular por parte da família Fortini, tinha sido aquirida por Alessandro Pucci Sansedoni, nobre sienense residente em Florença. Este. no espírito de renovação do gosto que imperava na Florença da época, construiu um complexo de villa e jardim completamente inovador, deslocando a estrada de acesso, demolindo os velhos muros que circundavam o jardim e criando um parque romântico no estilo daqueles que, em Florença, se estavam construindo sob a direcção do arquitecto Giuseppe Poggi e da família dos jardineiros Pucci.
Não se sabe quem terá sido o desenhador da villa que, pela cultura arquitectónica que exprime, parece longe da tradição sienense, avizinhando-se, pelo contrário, a significativos exemplos florentinos da segunda metade do século XIX. O edifício, que se desenvolve em três pisos, tem uma fachada subdividida em três partes por lesenas; na parte central, revestida no piso térreo com bugnato, abrem-se três portais de acesso.
Uma dupla cornija marca-piso põe em evidência o andar nobre (piano nobile), onde se abrem, ao centro, três portas janelas com arco e, lateralmente, duas janelas com tímpano clássico, todas emolduradas por pietra serena.

## O parque
O parque desenvolve-se numa superfície de três hectares, numa porção de terreno em inclinado frente à villa que se estende a sul e a oeste e é fechado a sul por um muro de cintura.
Este é dividido em duas partes: a primeira destinada a jardim de flores em meio-dia, na parte alta, enquanto a segunda, na parte baixa, constitui o verdadeiro parque romântico com grande espaços arborizados percorridos por caminhos sinuosos que abrem em surpresa vistas e panoramas sempre novos, nos quais a villa serve de pano de fundo para a cena.
A panorâmica sobre a plantação botânica confirma a aplicação do repertório "à inglesa" com a alternância de espaços cheios e vazios, bosquetes e amplas clareiras. O parque de tipo romântico é formado por um limitado número de géneros e espécies de árvores de copa alta, com prevalência de folhas persistentes, entre as quais se encontram em particular azinheiras, um grande cedro-do-Líbano e, ainda, castanheiros-da-Índia, carvalhos e palmeiras.
Elemento caracterizante do jardim é a água presente em algumas fontes, nos jogos de água que caracterizam algumas estruturas e, sobretudo, no ninfeu. Este, conhecido também como Laghetto della Venere (Laguito da Vénus), tem duas grutas subjacentes em pedra e, ao centro, uma rocha com uma escultura de bagnante com dois jactos de água aos pés.
Por outro lado, acompanham o parque um grande aviário em alvenaria e ferro fundido, uma limonaia com uma rica colecção de citrinos de grandes dimensões e um raro exemplar de serra calda (estufa quente) dotada de instalações de aquecimento ainda funcionante. A sua construção, documentada a partir de 1881, ocupa no interior do jardim uma posição predominante, que talvez tenha servido para salvaguardá-la de sucessivas mudanças e transformações. Indicativa do interesse botânico de Pucci Sansedoni, que na época era sócio benemérito da Regia Società Toscana di Orticultura (Régia Sociedade Toscana de Horticultura), distingue-se por ser a única grande estrutura do género presente na zona. No seu interior ainda hoje são cultivadas e produzidas plantas exóticas por um jardineiro especialista, entre as quais se encontra uma colecção de begónias, fetos, orquídeas e anturium.
Tanto a villa como o parque foram objecto de restauro e "replaneamento" de espaços então considerados separados e menos importantes, tornados partes integrantes do jardim e motivos de grande interesse. em particular, a atenção voltou-se para a área situada na parte baixa do parque, chamada de galoppatoio. Este espaço foi escolhido para o projecto dum teatro de verdura (teatro di verzura). Este pretende ser um sinal que se distingue pela sua contemporaneidade, mas mantendo uma função típica dos jardins históricos e adaptando-se à morfologia e à vocação do lugar.
No âmbito dos restauros foram erguidas de novo instalações para os visitantes, matrimónios e eventos no parque e no piso térreo da villa.